# Southbrook
Southbrook – miasto w Australii, w stanie Queensland.